# Eurhynchium spinulinerve
Eurhynchium spinulinerve är en bladmossart som beskrevs av Kiaer och Cardot in Grandidier 1915. Eurhynchium spinulinerve ingår i släktet sprötmossor, och familjen Brachytheciaceae. Inga underarter finns listade i Catalogue of Life.